# Saison 2001-2002 du Paris Saint-Germain
Maillots
Chronologie
Saison précédente Saison suivante
La saison 2001-2002 du Paris Saint-Germain est la trente-deuxième saison de l'histoire du club. Le PSG participe alors au championnat de Ligue 1, à la Coupe de France, à la Coupe de la Ligue et à la Coupe de l'UEFA

## Avant-saison

### Transferts
| Nom                  | Nationalité       | Transfert                                | Provenance/Destination | Division           |
| -------------------- | ----------------- | ---------------------------------------- | ---------------------- | ------------------ |
| Arrivées             |                   |                                          |                        |                    |
| Ronaldinho           | Brésil            | Transfert (5 millions d'euros)           | Grêmio                 | Brasileirão        |
| Jérôme Alonzo        | France            | Échange (avec Casagrande)                | AS Saint-Étienne       | Ligue 1            |
| José Aloisio         | Brésil            | Transfert (10,4 millions d'euros)        | AS Saint-Étienne       | Ligue 1            |
| Alex Dias            | Brésil            | Prêt                                     | AS Saint-Étienne       | Ligue 1            |
| Gabriel Heinze       | Argentine Italie  | Transfert (4,2 millions d'euros)         | Real Valladolid        | Liga BBVA          |
| Cristóbal            | Espagne           | Transfert (? millions d'euros)           | Espanyol Barcelone     | Liga BBVA          |
| Hugo Leal            | Portugal          | Transfert (9,1 millions d'euros)         | Atlético de Madrid     | Liga BBVA          |
| Lionel Potillon      | France            | Fin de contrat                           | AS Saint-Étienne       | Ligue 1            |
| Reinaldo             | Brésil            | Transfert (9 millions d'euros + Vampeta) | Flamengo               | Brasileirão        |
| Didier Domi          | France            | ?                                        | Newcastle United       | Premier League     |
| Talal El Karkouri    | Maroc             | Retour de prêt                           | Aris FC                | Superleague Elláda |
| Stéphane Gillet      | Luxembourg        | ?                                        | SV Elversberg          | 3.Liga             |
| Bartholomew Ogbeche  | Nigeria           | 1er contrat professionnel                | Formé au club          | Ligue 1            |
| Francis Llacer       | France            | ?                                        | Montpellier HSC        | Ligue 1            |
| Joachim Agostinho    | Portugal          | Prêt                                     | Málaga CF              | Liga BBVA          |
| Départs              |                   |                                          |                        |                    |
| Dominique Casagrande | France            | Échange (avec Alonzo)                    | AS Saint-Étienne       | Ligue 1            |
| Ali Benarbia         | Algérie           | ?                                        | Manchester City        | Premier League     |
| Éric Rabésandratana  | France Madagascar | ?                                        | AEK Athènes            | Superleague Elláda |
| Jimmy Algerino       | France            | ?                                        | Venezia Calcio         | Série A            |
| Sylvain Distin       | France            | Prêt                                     | Newcastle United       | Premier League     |
| Igor Yanovski        | Russie            | ?                                        | CSKA Moscou            | Premier-ligue      |
| Christian            | Brésil            | Transfert (12,2 millions d'euros)        | Girondins de Bordeaux  | Ligue 1            |
| Enrique de Lucas     | Espagne           | Retour de prêt                           | Espanyol Barcelone     | Liga BBVA          |
| Mickaël Madar        | France            | ?                                        | US Créteil             | Ligue 2            |
| Laurent Robert       | France            | Transfert (15 millions d'euros)          | Newcatle United        | Premier League     |
| Peter Luccin         | France            | Prêt avec option d'achat                 | Celta Vigo             | Liga BBVA          |
| Vampeta              | Brésil            | Transfert (9 millions + Reinaldo)        | São Paulo FC           | Brasileirão        |
| Godwin Okpara        | Nigeria           | ?                                        | Standard de Liège      | Jupiler Pro League |

| Nom             | Nationalité | Transfert                      | Provenance/Destination | Division       |
| --------------- | ----------- | ------------------------------ | ---------------------- | -------------- |
| Arrivées        |             |                                |                        |                |
| Fabrice Fiorèse | France      | Transfert (? millions d'euros) | EA Guingamp            | Ligue 1        |
| Jérôme Leroy    | France      | ?                              | Olympique de Marseille | Ligue 1        |
| Départs         |             |                                |                        |                |
| Nicolas Anelka  | France      | Prêt                           | Liverpool FC           | Premier League |
| Reinaldo        | Brésil      | Prêt                           | São Paulo FC           | Brasileirão    |
| Aliou Cissé     | Sénégal     | Transfert (? millions d'euros) | Montpellier HSC        | Ligue 1        |
| Pierre Ducrocq  | France      | Prêt                           | Derby County           | Premier League |

## Compétitions

### Championnat
| Date              | Journée | Adversaire             | Lieu | Score | Buteurs du PSG                                      | Class. | Public |
| ----------------- | ------- | ---------------------- | ---- | ----- | --------------------------------------------------- | ------ | ------ |
| 28 juillet 2001   | J01     | LOSC Lille             | Dom. | 0 - 0 | -                                                   | 12e    | 39 416 |
| 4 août 2001       | J02     | AJ Auxerre             | Ext. | 1 - 1 | Pochettino 40e                                      | 13e    | 18 749 |
| 11 août 2001      | J03     | FC Sochaux             | Dom. | 1 - 0 | Aloisio 90e                                         | 8e     | 40 577 |
| 18 août 2001      | J04     | AS Monaco              | Ext. | 2 - 2 | Déhu 67e, Aloisio 74e                               | 7e     | 14 900 |
| 25 août 2001      | J05     | Stade rennais          | Dom. | 3 - 0 | Okocha 61e, Mendy 78e, Aloisio 84e                  | 4e     | 40 756 |
| 8 septembre 2001  | J06     | RC Lens                | Dom. | 2 - 2 | Anelka 68e , Alex 70e                               | 6e     | 43 930 |
| 15 septembre 2001 | J07     | FC Lorient             | Ext. | 1 - 1 | Anelka 90e                                          | 5e     | 14 466 |
| 21 septembre 2001 | J08     | Montpellier HSC        | Dom. | 0 - 0 | -                                                   | 6e     | 38 611 |
| 30 septembre 2001 | J09     | Girondins de Bordeaux  | Ext. | 1 - 0 | -                                                   | 8e     | 30 930 |
| 14 octobre 2001   | J10     | Olympique lyonnais     | Dom. | 2 - 2 | Okocha 18e, Ronaldinho 79e (pen)                    | 8e     | 41 945 |
| 21 octobre 2001   | J11     | CS Sedan               | Ext. | 1 - 2 | Aloisio 53e, Déhu 79e                               | 8e     | 19 174 |
| 27 octobre 2001   | J12     | SC Bastia              | Dom. | 1 - 0 | Aloisio 27e                                         | 7e     | 40 879 |
| 4 novembre 2001   | J13     | ESTAC Troyes           | Ext. | 1 - 0 | -                                                   | 8e     | 15 688 |
| 17 novembre 2001  | J14     | EA Guingamp            | Dom. | 1 - 1 | Leal 57e                                            | 8e     | 40 069 |
| 25 novembre 2001  | J15     | FC Nantes              | Ext. | 1 - 2 | Ogbeche 57e, Ronaldinho 62e                         | 8e     | 33 966 |
| 29 novembre 2001  | J16     | Olympique de Marseille | Dom. | 0 - 0 | -                                                   | 7e     | 42 178 |
| 9 décembre 2001   | J17     | FC Metz                | Ext. | 0 - 2 | Ogbeche 52e, Okocha 88e                             | 5e     | 19 817 |
| 19 décembre 2001  | J18     | AJ Auxerre             | Dom. | 0 - 0 | -                                                   | 5e     | 42 233 |
| 22 décembre 2001  | J19     | FC Sochaux             | Ext. | 0 - 2 | Leroy 39e, Ogbeche 44e                              | 5e     | 19 213 |
| 5 janvier 2002    | J20     | AS Monaco              | Dom. | 1 - 2 | Ronaldinho 41e (pen)                                | 6e     | 42 141 |
| 12 janvier 2002   | J21     | Stade rennais          | Ext. | 1 - 2 | Ronaldinho 20e, Alex 45e                            | 5e     | 18 366 |
| 24 janvier 2002   | J22     | RC Lens                | Ext. | 1 - 1 | Ronaldinho 85e (pen)                                | 4e     | 36 732 |
| 30 janvier 2002   | J23     | FC Lorient             | Dom. | 5 - 0 | Déhu 4e, Fiorèse 13e, Ronaldinho 40e, Leroy 55e 69e | 4e     | 37 680 |
| 2 février 2002    | J24     | Montpellier HSC        | Ext. | 0 - 0 | -                                                   | 4e     | 17 731 |
| 7 février 2002    | J25     | Girondins de Bordeaux  | Dom. | 1 - 0 | Déhu 78e                                            | 4e     | 42 014 |
| 17 février 2002   | J26     | Olympique lyonnais     | Ext. | 3 - 0 | -                                                   | 4e     | 38 323 |
| 23 février 2002   | J27     | CS Sedan               | Dom. | 3 - 0 | Arteta 22e (pen), Alex 82e, Cissé 89e               | 4e     | 40 095 |
| 6 mars 2002       | J28     | SC Bastia              | Ext. | 0 - 1 | Ogbeche 49e                                         | 4e     | 9 283  |
| 16 mars 2002      | J29     | ESTAC Troyes           | Dom. | 3 - 1 | Aloisio 57e, Ronaldinho 62e 73e                     | 4e     | 38 914 |
| 23 mars 2002      | J30     | EA Guingamp            | Ext. | 0 - 1 | Fiorèse 17e                                         | 4e     | 16 400 |
| 6 avril 2002      | J31     | FC Nantes              | Dom. | 1 - 1 | Okocha 55e                                          | 3e     | 43 817 |
| 12 avril 2002     | J32     | Olympique de Marseille | Ext. | 1 - 0 | -                                                   | 4e     | 55 797 |
| 27 avril 2002     | J33     | FC Metz                | Dom. | 2 - 0 | Fiorèse 61e, Ronaldinho 68e                         | 4e     | 42 425 |
| 4 mai 2002        | J34     | LOSC Lille             | Ext. | 1 - 0 | -                                                   | 4e     | 20 380 |

### Coupe de France
| Date             | Tour             | Adversaire             | Lieu | Score             | Buteurs du PSG            | Public |
| ---------------- | ---------------- | ---------------------- | ---- | ----------------- | ------------------------- | ------ |
| 15 décembre 2001 | 32e de finale    | Luçon                  | Ext. | 0 - 2             | Agostinho 27e, Arteta 49e | -      |
| 19 janvier 2002  | 16e de finale    | Yzeure                 | Ext. | 0 - 1             | Aloisio 63e               | 9000   |
| 11 février 2002  | 8e de finale     | Olympique de Marseille | Dom. | 1 - 1 (7-6) T.A.B | Heinze 87e                | 33790  |
| 10 mars 2002     | Quarts de finale | FC Lorient             | Dom. | 0 - 1             | -                         | -      |

### Coupe de la Ligue
| Date            | Tour             | Adversaire            | Lieu | Score             | Buteurs du PSG                                     | Public |
| --------------- | ---------------- | --------------------- | ---- | ----------------- | -------------------------------------------------- | ------ |
| 2 décembre 2001 | 16e de finale    | ESTAC Troyes          | Ext. | 0 - 4             | Ogbeche 17e, Mendy 25e, Okocha 58e (pen), Déhu 90e | 15779  |
| 8 janvier 2002  | 8e de finale     | EA Guingamp           | Dom. | 3 - 1             | Arteta 6e, Ronaldinho 75e 90+3e                    | 21842  |
| 27 janvier 2002 | Quarts de finale | AS Nancy Lorraine     | Dom. | 1 - 1 (4-3) T.A.B | Domi 30e                                           | 25442  |
| 2 mars 2002     | Demi-finales     | Girondins de Bordeaux | Dom. | 0 - 1             | -                                                  | 37664  |

Le PSG passe tranquillement les deux premiers tours grâce à des victoires 4-0 contre Troyes et 3-1 contre Guingamp (Ronaldinho, entré en jeu, marquant un doublé dans le dernier quart d'heure), néanmoins il faut une séance de tirs au but pour sortir Nancy en quart de finale (Alonzo arrête 2 tirs au but nancéeins). Finalement, Paris est éliminé en demi-finales par Bordeaux à la suite d'un pénalty litigieux transformé par Pauleta à 8 minutes de la fin faisant suite à un tacle de Déhu sur Dugarry.

### Coupe Intertoto
Le Paris Saint-Germain a joué ses matchs à domicile à Toulouse (le Parc des Princes était suspendu à la suite des incidents survenus lors de PSG-Galatasaray en mars 2001).
| Date             | Tour               | Adversaire        | Lieu | Score | Buteurs du PSG                                                    | Public |
| ---------------- | ------------------ | ----------------- | ---- | ----- | ----------------------------------------------------------------- | ------ |
| 1er juillet 2001 | 2e tour aller      | Jazz Pori         | Dom. | 3 - 0 | Robert 43e 52e 67e                                                | -      |
| 8 juillet 2001   | 2e tour retour     | Jazz Pori         | Ext. | 1 - 4 | Okocha 20e 62e, Robert 32e, Hiroux 73e                            | -      |
| 15 juillet 2001  | 3e tour aller      | Tavria Simferopol | Ext. | 0 - 1 | Heinze 52e                                                        | -      |
| 21 juillet 2001  | 3e tour retour     | Tavria Simferopol | Dom. | 4 - 0 | Okocha 5e, Aloisio 10e 75e, Benarbia 55e                          | -      |
| 25 juillet 2001  | Demi-finale aller  | La Gantoise       | Ext. | 0 - 0 | -                                                                 | -      |
| 1er août 2001    | Demi-Finale retour | La Gantoise       | Dom. | 7 - 1 | Arteta 10e, Mendy 32e, Anelka 45e 75e, Okocha 62e 71e, Hiroux 90e | -      |
| 7 août 2001      | Finale aller       | Brescia Calcio    | Dom. | 0 - 0 | -                                                                 | -      |
| 15 août 2001     | Finale retour      | Brescia Calcio    | Ext. | 1 - 1 | Aloisio 74e                                                       | -      |

Le Paris Saint Germain remporte la finale grâce au but marqué à l'extérieur et se qualifie pour la Coupe de l'UEFA.

### Coupe de l'UEFA
| Date              | Tour                      | Adversaire      | Lieu | Score                  | Buteurs du PSG                            | Public |
| ----------------- | ------------------------- | --------------- | ---- | ---------------------- | ----------------------------------------- | ------ |
| 18 septembre 2001 | 1er tour aller            | Rapid Bucarest  | Dom. | 0 - 0                  | -                                         | -      |
| 25 septembre 2001 | 1er tour retour           | Rapid Bucarest  | Ext. | 0 - 3 (a.p.)           | Aloisio 93e                               | -      |
| 18 octobre 2001   | 2e tour aller             | Rapid Vienne    | Dom. | 4 - 0                  | Ronaldinho 17e 58e, Mendy 28e, Anelka 55e | -      |
| 1er novembre 2001 | 2e tour retour            | Rapid Vienne    | Ext. | 2 - 2                  | Potillon 52e, Leal 90e                    | -      |
| 22 novembre 2001  | Seizième de finale aller  | Glasgow Rangers | Ext. | 0 - 0                  | -                                         | -      |
| 6 décembre 2001   | Seizième de finale retour | Glasgow Rangers | Dom. | 0 - 0 (3-4 aux T.A.B.) | -                                         | -      |

Lors du match retour contre le Rapid Bucarest, le PSG gagne le match 3-0 par forfait à la suite d'un problème d'éclairage dans le stade à la 118e minute de la prolongation (le score était de 1-0 pour les parisiens).